# Cesare Giulini della Porta
Don Cesare Giulini della Porta, Conte di Vialba e Villapizzone, Patrizio milanese (Milano, 25 settembre 1815 – Milano, 18 novembre 1862), è stato un funzionario e politico italiano.

## Biografia
Cesare nacque in seno alla nobile famiglia milanese dei Giulini, figlio del conte Giorgio Giulini della Porta (nipote del grande storico milanese omonimo) e di sua moglie, la principessa Maria Beatrice Barbiano di Belgiojoso d'Este. Suo nonno materno era invece il principe Alberico Barbiano di Belgiojoso, scrittore e militare del XVIII secolo. La sua trisavola materna, Teresa Sfondrati, era diretta discendente del casato di papa Gregorio XIV.
Siccome la famiglia possedeva vasti possedimenti feudali, trascorse gran parte della sua vita nell'amministrazione dei beni di famiglia con un minimo interesse alla vita politica della Lombardia asburgica. A seguito dell'alleanza del Piemonte con l'Impero austriaco venne nominato da Cavour capo di una commissione, conosciuta col nome di "Commissione Giulini", mirata a preparare un progetto di organizzazione politica, amministrativa e giudiziaria da applicarsi durante l'amministrazione transitoria della Lombardia nel periodo di tempo, che si prevedeva relativamente lungo, che sarebbe passato tra l'ingresso degli eserciti alleati fino all'incorporazione definitiva della regione con le altre parti del Regno d'Italia. In quest'operazione, il Giulini si avvalse anche della collaborazione di Gabrio Casati, fratello di suo cognato Camillo e già presidente del governo provvisorio delle Cinque giornate di Milano durante la prima guerra d'indipendenza italiana.
Dopo l'annessione della regione al Regno di Sardegna, fu sindaco del comune di Velate (oggi frazione di Usmate Velate) ed in seguito divenne consigliere e primo presidente del Consiglio provinciale di Milano.
Partecipò alla fondazione del giornale La Perseveranza, e fu socio fondatore della Società di economia politica di Torino nonché corrispondente della Deputazione di storia patria di Torino.
Morì a Milano nel 1862. Alla sua morte, non avendo avuto eredi maschi, si estinse con lui la linea primogenita dei Giulini Della Porta, trasmettendo i cognomi e i titoli ad essa competenti al cugino Benigno.

## Matrimonio e figli
Cesare Giulini sposò la nobildonna milanese Giulia Carcano dalla quale ebbe una sola figlia:
- Beatrice (1856-1918), sposò Ariberto Crivelli, marchese di Agliate

## Ascendenza
|                                                                     |                                                            |                                                          | Genitori                                           |  |  | Nonni |  |  | Bisnonni                                          |  |  | Trisnonni                            |  |
|                                                                     |                                                            |                                                          |                                                    |  |  |       |  |  | Giorgio Giulini, I conte di Vialba e Villapizzone |  |  | Giuseppe Giulini, II conte di Sorico |  |
|                                                                     |                                                            |                                                          |                                                    |  |  |       |  |  | Giorgio Giulini, I conte di Vialba e Villapizzone |  |  | Giuseppe Giulini, II conte di Sorico |  |
|                                                                     |                                                            | Angela Sadarini                                          |                                                    |  |  |       |  |  | Giorgio Giulini, I conte di Vialba e Villapizzone |  |  |                                      |  |
| Cesare Giulini, II conte di Vialba e Villapizzone                   |                                                            |                                                          |                                                    |  |  |       |  |  | Giorgio Giulini, I conte di Vialba e Villapizzone |  |  |                                      |  |
|                                                                     |                                                            | Virginia Moriggia                                        | Cosimo Cesare Moriggia, marchese di Torremaggiore  |  |  |       |  |  |                                                   |  |  |                                      |  |
|                                                                     |                                                            | Virginia Moriggia                                        | Cosimo Cesare Moriggia, marchese di Torremaggiore  |  |  |       |  |  |                                                   |  |  |                                      |  |
|                                                                     |                                                            | Virginia Moriggia                                        | …                                                  |  |  |       |  |  |                                                   |  |  |                                      |  |
| Giorgio Giulini, III conte di Vialba e Villapizzone                 |                                                            | Virginia Moriggia                                        |                                                    |  |  |       |  |  |                                                   |  |  |                                      |  |
|                                                                     |                                                            | Antonio Dal Verme, conte                                 | Giacomo Dal Verme, conte                           |  |  |       |  |  |                                                   |  |  |                                      |  |
|                                                                     |                                                            | Antonio Dal Verme, conte                                 | Giacomo Dal Verme, conte                           |  |  |       |  |  |                                                   |  |  |                                      |  |
|                                                                     |                                                            | Antonio Dal Verme, conte                                 | Vittoria Margherita Cusani Visconti                |  |  |       |  |  |                                                   |  |  |                                      |  |
| Anna Dal Verme                                                      |                                                            | Antonio Dal Verme, conte                                 |                                                    |  |  |       |  |  |                                                   |  |  |                                      |  |
|                                                                     |                                                            | Camilla Taverna                                          | Costanzo Taverna, VIII conte di Landriano          |  |  |       |  |  |                                                   |  |  |                                      |  |
|                                                                     |                                                            | Camilla Taverna                                          | Costanzo Taverna, VIII conte di Landriano          |  |  |       |  |  |                                                   |  |  |                                      |  |
|                                                                     |                                                            | Camilla Taverna                                          | Teresa Visconti di San Vito                        |  |  |       |  |  |                                                   |  |  |                                      |  |
| Cesare Giulini della Porta                                          |                                                            | Camilla Taverna                                          |                                                    |  |  |       |  |  |                                                   |  |  |                                      |  |
|                                                                     | Alberico Barbiano di Belgiojoso, II principe di Belgioioso | Antonio Barbiano di Belgiojoso, I principe di Belgioioso |                                                    |  |  |       |  |  |                                                   |  |  |                                      |  |
|                                                                     | Alberico Barbiano di Belgiojoso, II principe di Belgioioso | Antonio Barbiano di Belgiojoso, I principe di Belgioioso |                                                    |  |  |       |  |  |                                                   |  |  |                                      |  |
|                                                                     | Alberico Barbiano di Belgiojoso, II principe di Belgioioso | Barbara D'Adda                                           |                                                    |  |  |       |  |  |                                                   |  |  |                                      |  |
| Rinaldo Alberico Barbiano di Belgioioso, III principe di Belgioioso | Alberico Barbiano di Belgiojoso, II principe di Belgioioso |                                                          |                                                    |  |  |       |  |  |                                                   |  |  |                                      |  |
|                                                                     |                                                            | Anna Ricciarda d'Este                                    | Carlo Filiberto II d'Este, principe di San Martino |  |  |       |  |  |                                                   |  |  |                                      |  |
|                                                                     |                                                            | Anna Ricciarda d'Este                                    | Carlo Filiberto II d'Este, principe di San Martino |  |  |       |  |  |                                                   |  |  |                                      |  |
|                                                                     |                                                            | Anna Ricciarda d'Este                                    | Teresa Sfondrati                                   |  |  |       |  |  |                                                   |  |  |                                      |  |
| Beatrice Barbiano di Belgioioso                                     |                                                            | Anna Ricciarda d'Este                                    |                                                    |  |  |       |  |  |                                                   |  |  |                                      |  |
|                                                                     |                                                            | Giovanni Battista Mellerio, I conte di Albiate           | Giovanni Giacomo Mellerio                          |  |  |       |  |  |                                                   |  |  |                                      |  |
|                                                                     |                                                            | Giovanni Battista Mellerio, I conte di Albiate           | Giovanni Giacomo Mellerio                          |  |  |       |  |  |                                                   |  |  |                                      |  |
|                                                                     |                                                            | Giovanni Battista Mellerio, I conte di Albiate           | Anna Tichelli                                      |  |  |       |  |  |                                                   |  |  |                                      |  |
| Elisabetta Mellerio                                                 |                                                            | Giovanni Battista Mellerio, I conte di Albiate           |                                                    |  |  |       |  |  |                                                   |  |  |                                      |  |
|                                                                     |                                                            | Clara Suardi                                             | …                                                  |  |  |       |  |  |                                                   |  |  |                                      |  |
|                                                                     |                                                            | Clara Suardi                                             | …                                                  |  |  |       |  |  |                                                   |  |  |                                      |  |
|                                                                     |                                                            | Clara Suardi                                             | …                                                  |  |  |       |  |  |                                                   |  |  |                                      |  |
|                                                                     |                                                            | Clara Suardi                                             |                                                    |  |  |       |  |  |                                                   |  |  |                                      |  |